# 篠原愛実
篠原 愛実（しのはら つぐみ、1993年3月10日 - ）は、日本の元女優。東京都出身。

## 略歴
- 2001年 - 宝映テレビプロダクションに所属し、フジテレビ『あっぱれさんま大先生』で芸能活動を開始する[1][2][3]。
- 2004年 - NHK教育『天才てれびくんMAX』にてれび戦士として3年間出演。
- 2005年 - プロダクション尾木へ移籍。
- 2007年 - 6月号より2年間雑誌『ピチレモン』の専属モデルになる。2009年4月号で卒業。
- 2007年10月 - 1年間、ディズニー・チャンネル『DVD Dash!編集部』にレギュラー出演。土田晃之とともに司会を務めた。
- 2009年 - TBS『小公女セイラ』にて連続テレビドラマ初レギュラー出演。その後、映画・ドラマを中心に活動する。
- 2011年3月 - 日出高校（現：目黒日本大学高校）卒業。
- 2011年4月 - 日本大学芸術学部入学。2015年3月卒業。
- 2012年12月 - 将来は制作の道に進みたいという理由から、芸能活動を引退。
- 2015年4月 - 株式会社ポニーキャニオン入社。

## 人物
- 特技はピアノ、暗記。
- 好きな歌手はMr.Children、SEKAI NO OWARI。
- 中学校ではバスケットボール部、高校では器械体操（ダンス）部に所属[4]。
- 女優の剛力彩芽は高校時代からの親友[5]。

## 作品

### 映像作品
- つぐみ（2011年9月22日、イーネットフロンティア）

## 出演

### 映画
- 好夏3 星空のユグドラシル（2004年）春野久美 役
- 渋谷怪談 サッちゃんの都市伝説（2004年）繭 役
- 象の背中（2007年）福岡美穂（幼少） 役
- 青い鳥（2008年）高木沙英 役
- 携帯彼氏（2009年）原田亜希 役
- リアル鬼ごっこ4（2012年）ミナ 役
- 希望の国（2012年） 芦山つぐみ 役

### テレビドラマ
- 時空警察ヴェッカーD-02（2002年、テレビ朝日）
- 世にも奇妙な物語2002春の特別編〜夜汽車の男〜（2002年、フジテレビ）
- 火曜サスペンス劇場 取調室18（2002年、日本テレビ） - 早見遥子(9歳時) 役
- 忍風戦隊ハリケンジャー（2002年、テレビ朝日）
- はみだし刑事情熱系（2003年、テレビ朝日）
- TRICK 新作スペシャル1（2005年11月13日、テレビ朝日）緑川祥子（幼少期） 役
- 愛の劇場 スイート10 第46話（2008年、TBS）関ちひろ（7年後） 役
- 千の風になって ドラマスペシャル なでしこ隊 〜秘密基地・知覧　少女だけが見た“特攻”…封印された23日間〜（2008年9月20日、フジテレビ）西野あゆみ（なでしこ隊員） 役
- 土曜時代劇 陽炎の辻2〜居眠り磐音 江戸双紙〜（2008年10月18日、NHK総合）けさ世 役
- ナツひとり -届かなかった手紙-（2008年、NHK総合）高倉ナツ（幼少） 役
- テレビ東京開局45周年記念 新春ワイド時代劇 寧々〜おんな太閤記（2009年1月2日、テレビ東京）茶々 役
- 小公女セイラ（2009年10月 - 12月、TBS）川原比奈子 役
- 同窓会〜ラブ・アゲイン症候群（2010年4月 - 6月、テレビ朝日）愛川朋美（15歳の宮沢朋美） 役
- 霊能力者 小田霧響子の嘘 第8話（2010年11月28日、テレビ朝日）渡部 役
- 人情女刑事・徳大寺操の浅草事件簿（2010年12月24日、フジテレビ）遠藤まりも 役
- 美咲ナンバーワン!!（2011年1月 - 3月、日本テレビ）野崎愛実 役
- 水戸黄門 第42部 第13話「美人絵師が描いた復讐・鳥取」（2011年1月17日、TBS / C.A.L） - お文 役
- 生まれる。（2011年4月 - 6月、TBS）小山有紀 役
- ミスマガジンドラマ もっと熱いぞ!猫ヶ谷!! 第4 - 10話（2011年）我従院光子 役
- スイッチガール!!（2011年12月 - 2012年1月、フジテレビTWO）木崎明花 役
  - スイッチガール!!2（2012年 - 2013年、フジテレビTWO）
- ブラックボード〜時代と戦った教師たち〜 第3夜（2012年4月7日、TBS）
- 放課後はミステリーとともに 4回表/裏（2012年6月4日、TBS）原三輪子 役
- 黒の女教師（2012年7月 - 9月、TBS）緑川風香 役

### バラエティ
- ちゅろすでChu!（2004年2月 - 10月、メガポート放送）
- 天才てれびくんMAX（2004年 - 2007年、NHK教育）てれび戦士

### CM
- au （2007年4月）
- 白い恋人（2007年）
- キリンビバレッジ、潤る茶「パッケージの窓」篇（2009年）
- マクドナルド「KBQバーガー」篇（2011年10月）

### 舞台
- おジャ魔女どれみ ドッカ〜ン! おジャ魔女kidsハナちゃん 役
- シンデレラ（2001年）
- ピンクレディメモリアルコンサート（2003年 - 2004年） - ピンクレディーキッズとしてツアーに帯同。
- ナツひとり -届かなかった手紙-（2007年）高倉ナツ（幼少） 役
- マジカルスクリーン大作戦〜キャプテン9×9の野望〜（2008年）愛実 役
- GO,JET!GO!GO!〜 I LOVE YOUが言えなくて〜（2012年）メグ 役
- BASARA（2012年）柚香／さらさ 役

### オリジナルビデオ
- KELUNPV「SIXTEEN GIRL」（2008年）

### その他のテレビ番組
- DVD Dash!編集部（2007年10月5日 - 2008年10月、ディズニー・チャンネル）司会

## 書籍

### 雑誌連載
- melon（2004年 - 2005年）専属モデル
- ピチレモン（2007年 - 2009年、学研）専属モデル